# Swietłyj
Swietłyj (ros. Светлый; hist. niem. Zimmerbude) – miasto położone w miejskim okręgu Swietłyj, w obwodzie królewieckim, w Rosji. W 2021 roku liczyło 21 441 mieszkańców.
Miejscowość położona na północnym brzegu Zalewu Wiślanego około 30 km na zachód od Królewca.

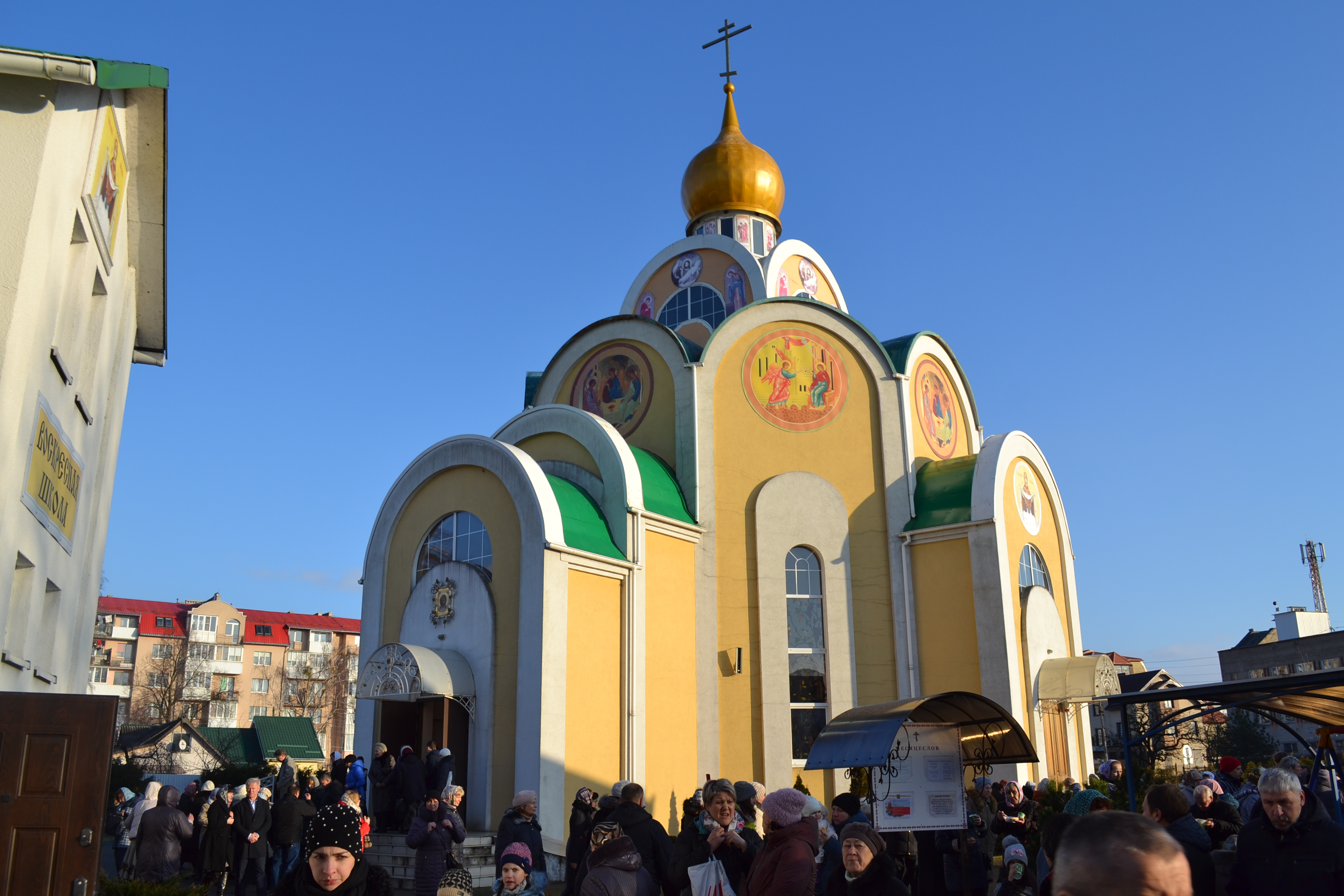
Cerkiew św. Barbary

Osada rybacka wzmiankowana od 1640. W 1899 zbudowano fachwerkową kaplicę ewangelicką, od 1901 parafialną. Po II wojnie światowej weszła w skład ZSRR. W 1946 zmieniono nazwę na Swietłyj. W 1955 wieś uzyskała prawa miejskie i nastąpił jej szybki rozwój. Obecnie w mieście znajduje się port, stocznia remontowa i ośrodek przetwórstwa rybnego.